# Szakály
Szakály (dt.: Sakal) ist eine ungarische Gemeinde im Kreis Tamási im Komitat Tolna. Der Ort liegt rechts- und linksuferig des Flusses Kapos.

## Sehenswürdigkeiten
- Römisch-katholische Kirche Mindenszentek, erbaut im 15. Jahrhundert

## Verkehr
Durch den Ort führt die Hauptstraße Nr. 65. Außerdem ist die Gemeinde angebunden an die Eisenbahnstrecke von Budapest nach Szentlőrinc.